# Bohnatove, Rozdilna
Bohnatove (în ucraineană Богнатове) este un sat în comuna Rozdilna din raionul Rozdilna, regiunea Odesa, Ucraina.

## Demografie
Componența lingvistică a localității Bohnatove
     Ucraineană (88,89%)
     Rusă (11,11%)
Conform recensământului din 2001, majoritatea populației localității Bohnatove era vorbitoare de ucraineană (88,89%), existând în minoritate și vorbitori de rusă (11,11%).